# Evert Taube
 (mars 2017).
Si vous disposez d'ouvrages ou d'articles de référence ou si vous connaissez des sites web de qualité traitant du thème abordé ici, merci de compléter l'article en donnant les références utiles à sa vérifiabilité et en les liant à la section « Notes et références ».
Pour les articles homonymes, voir Taube.
Evert Taube , né le 12 mars 1890 à Göteborg et mort le 31 janvier 1976 à Stockholm, est un auteur-compositeur-interprète suédois.

## Biographie
Evert Taube est né le 12 mars 1890 à Göteborg, alors que ses parents habitaient sur l'île de Vinga dans l'archipel de Göteborg. Il est le fils d'un gardien de phare, issu de l'ancienne famille von Taube, et a douze frères et sœurs. Il voyage beaucoup, passant cinq années en Argentine, avant de rentrer en Suède en 1915. Il y devient écrivain, mais ne connaît pas un grand succès. Il rencontre en 1920 l'artiste Astri Linnéa Mathilda Bergman, qu'il épouse le 14 janvier 1925. C'est dans les années 1920 qu'il commence à se faire connaître pour ses chansons et à se produire en public. Ses chansons parlent d'amour, de la mer, de la beauté de la nature et du paysage suédois, surtout en été ; beaucoup de chansons décrivent aussi ses expériences comme marin et dans les pays étrangers, notamment en Argentine et en Italie. Les Suédois apprennent un certain nombre de ses chansons à l'école et les chantent souvent, par exemple en chœur lors d'une fête. Taube est toujours considéré un peu comme un « poète national » en Suède et il joue une grande importance pour la conscience collective des Suédois.
En 1950, il reçoit le prix Bellman de l'Académie suédoise, et est fait en 1960 docteur honoris causa de l'université de Göteborg. Il est élu en 1970 membre de l'Académie royale de musique de Suède.
Son fils Sven-Bertil Taube, qui est acteur et chanteur, a repris ses chansons après sa mort ; il en a fait de nombreux enregistrements dont le dernier, le CD Alderville Road, date de 2007. Il donne chaque été un concert très populaire avec les chansons d'Evert Taube à Gröna Lund, le parc d'attractions de Stockholm, une tradition qui avait commencé déjà avec son père.
Chaque année, le prix Evert Taube est remis par la commune de Orust.